# Clarisse Rasoarizay
Clarisse Rasoarizay (sinh ngày 27 tháng 9 năm 1971) là một nữ vận động viên chạy đường dài từ Madagascar, người đại diện cho quốc gia châu Phi bản địa của cô tại Thế vận hội mùa hè 2004 ở Athens, Hy Lạp. Cô đã giành chiến thắng trong cuộc đua marathon của phụ nữ tại Đại hội Thể thao toàn châu Phi 2003 ở Abuja, Nigeria và Jeux de la Francophonie năm 1997.

## Thành tích cá nhân tốt nhất
- 5000 mét - 16: 20.30 phút (1998) - kỷ lục quốc gia.[1]
- 10.000 mét - 33: 00,44 phút (2003) - kỷ lục quốc gia.
- Marathon - 2:38:21 giờ (2003) - kỷ lục quốc gia.

## Thành tích
| Năm                     | Giải đấu                | Địa điểm                 | Thứ hạng                | Nội dung                | Chú thích               |
| Representing Madagascar | Representing Madagascar | Representing Madagascar  | Representing Madagascar | Representing Madagascar | Representing Madagascar |
| ----------------------- | ----------------------- | ------------------------ | ----------------------- | ----------------------- | ----------------------- |
| 1997                    | Jeux de la Francophonie | Antananarivo, Madagascar | 1st                     | Marathon                | 2:56:24                 |
| 2001                    | Jeux de la Francophonie | Ottawa-Hull, Canada      | 2nd                     | Marathon                | 2:46:29                 |
| 2003                    | All-Africa Games        | Abuja, Nigeria           | 1st                     | Marathon                | 2:46:58                 |
| 2004                    | Olympic Games           | Athens, Greece           | 43rd                    | Marathon                | 2:48:14                 |
| 2005                    | World Championships     | Helsinki, Finland        | 43rd                    | Marathon                | 2:43:58                 |
| 2005                    | Jeux de la Francophonie | Niamey, Niger            | 4th                     | Marathon                | 2:52:00                 |